# Edward H. R. Green
Edward Howland Robinson Green (* 22. August 1868 in London; † 8. Juni 1936) war ein US-amerikanischer Philatelist und Münzsammler.
Er war der Sohn der berühmten Geschäftsfrau Hetty Green, die mit einem Vermögen von weit über 100 Millionen US-Dollar die reichste Frau ihrer Zeit war, was viele Gerüchte in Umlauf brachte, wie die, dass er sehr unter ihrer Sparsamkeit zu leiden hatte. Denn wenn möglich, blieb das riesige Vermögen unangetastet. Sie sei so knauserig gewesen, dass auf Heizung und warmes Wasser verzichtet wurde, was ihr den Titel weltgrößter Geizhals einbrachte. Besonders üble Nachrede behauptete, dass die Mutter, als sich Edward als Kind eines Tages das Bein brach, um Kosten zu sparen, nicht im Krankenhaus behandeln ließ, sondern versuchte, die Wunde zu Hause zu pflegen. Es kam zu einer Infektion und der linke Unterschenkel musste amputiert werden. Trotzdem lief sein Leben in geregelten Bahnen weiter. Zunächst studierte er am Fordham College. Anschließend wurde er auf Wunsch seiner Mutter bei verschiedenen Eisenbahngesellschaften, an denen sie beteiligt war, ausgebildet. Später machte er bei der Texas Midland Eisenbahngesellschaft Karriere. Schließlich stieg Green bis zum Direktor der Chase National Bank auf.

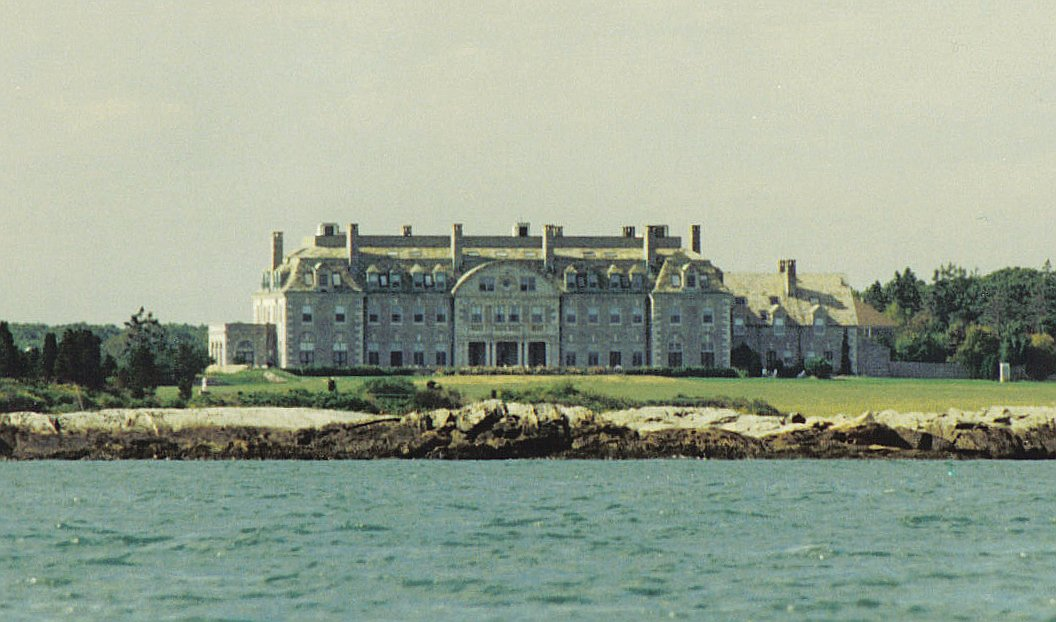
Colonel Green's Anwesen in Round Hill, Massachusetts.

Als seine Mutter 1916 starb, erbten Edward und seine Schwester Sylvia jeweils etwa 50 Mio. US-Dollar. Während seine Schwester weiter zurückgezogen und bescheiden lebte, genoss Edward den neuen Reichtum und führte ein Leben im Überfluss. Ned, wie er von seiner Mutter genannt wurde, stellte sich gerne mit dem selbst verliehenen militärischen Titel Colonel vor. Er liebte Frauen und Autos, besaß aber auch eine Yacht, einen Flugplatz und einen eigenen Radiosender. Seiner Frau schenkte er ein Anwesen mit mehr als 100 Bediensteten. Zudem hatte er zahlreiche junge Geliebte, die er ebenfalls mit teuren Geschenken bedachte. Außerdem war er fasziniert von seltenen Briefmarken und Münzen.
Der 1,90 Meter große und 150 kg schwere Lebemann fuhr einmal die Woche, meist samstags, nach New York City ins Zentrum des numismatischen und philatelistischen Fachhandels. Er besuchte aber keine Auktionen oder Fachhändler, um sich eine Sammlung aufzubauen, sondern die Händler kamen zu ihm. Er wartete in seiner Limousine, und die Händler standen Schlange vor seiner Wagentür. Meist zahlte sich diese ungewöhnliche Praxis auch für die Händler aus, denn Edward Green kaufte pro Woche Belege im Wert von 20.000 bis 70.000 US-Dollar. So trug er in wenigen Jahren eine der bedeutendsten Sammlungen US-amerikanischer Münzen und Briefmarken zusammen, die je existiert hat.
Er war zum Beispiel stolzer Besitzer aller fünf bekannten Liberty Head V-Nickels von 1913, von denen heute jede für mehr als 2,3 Millionen Euro gehandelt wird. Außerdem besaß er den einzigen kompletten Bogen (100 Marken) der legendären Inverted Jenny, einer US-Flugpostmarke, bei der der Innenteil des Motivs durch einen Fehldruck kopfstehend abgebildet ist. Durch das eigenhändige Heraustrennen von Einzelmarken und Blockstücken, die er dann verkaufte, ging er in die Philatelie-Geschichte ein. Ein Viererblock dieser Marke wechselte 2005 in New York für 2,7 Millionen US-Dollar den Besitzer. Nach seinem Tod wurde die Sammlung in insgesamt 28 Versteigerungen von verschiedenen Auktionshäusern verkauft. Durch die kriegsbedingte Wirtschaftsschwäche erzielten die rund 50.000 Lose aber nur ca. drei Millionen Dollar. Der heutige Wert der Kollektion lässt sich durch die später erzielten Spitzenpreise nur schwer erahnen.